# Cordylomera apicalis
Cordylomera apicalis är en skalbaggsart som beskrevs av Thomson 1858. Cordylomera apicalis ingår i släktet Cordylomera och familjen långhorningar.
Artens utbredningsområde är:
- Gabon.
- Niger.

Inga underarter finns listade i Catalogue of Life.